# Granule (pharmacie galénique)
Ne doit pas être confondu avec Granulé (pharmacie galénique).
 (décembre 2008).
Si vous disposez d'ouvrages ou d'articles de référence ou si vous connaissez des sites web de qualité traitant du thème abordé ici, merci de compléter l'article en donnant les références utiles à sa vérifiabilité et en les liant à la section « Notes et références ».
 (janvier 2015).
Un granule est une forme pharmaceutique désignant traditionnellement une bille de sucre sur laquelle sont déposés la substance active et les excipients.
Les granules sont utilisés dans les gélules, en sachet ou dans des tubes en homéopathie. Ils sont aussi parfois compressés pour obtenir un comprimé pouvant se désagréger sous forme de granule une fois ingéré.
Les granules sont entre autres la forme pharmaceutique la plus utilisée en homéopathie.
Les granules peuvent être simplement imprégnés comme c'est le cas en homéopathie ou enrobés (parfois de plusieurs couches) pour les formes complexes telles que les formes à libération prolongée. Ils ont donné des dérivés en homéopathie (ne contenant pas de substance active) qui sont à base de saccharose[Passage problématique] ou lactose de poids d'environ 50 mg. 
Le granule est une petite pilule d'une masse moyenne de 50 à 60 mg ; il renferme des doses unitaires de substance active.
On les colore en : 
- rose : granule dosé unitairement à 1/10 de mg de substance active ;
- blanc : granule dosé unitairement à 1 mg de substance active ;
- jaune : granule dosé unitairement à 1/4 de mg de substance active ;
- vert : granule dosé unitairement à 1/2 mg de substance active.